# Síremléktípusok Budapesten
Az alábbi lista a Budapesti temetőkben előforduló síremléktípusokat mutatja be. A lista a síremlékek igen nagy számából adódóan nem tekinthető teljesnek.

## Egyszerűbb síremlékek

### Jelképes sírok
| Típus          | Megjegyzés | Példa                                        | Kép |
| -------------- | ---------- | -------------------------------------------- | --- |
| jelképes kősír |            | a névtelen katona jelképes sírja, Hősök tere |     |

### Urnasírok
| Típus                                   | Megjegyzés                      | Példa                                            | Kép |
| --------------------------------------- | ------------------------------- | ------------------------------------------------ | --- |
| klasszikus fali urnasír urnatartó falon | szabadon álló fal urnafiókokkal | Czinege Jánosné, Új köztemető                    |     |
| urnasír árkádos épületen belül          |                                 | Urnatartó árkádok belső, Új köztemető            |     |
| urnasír altemplomban                    |                                 | a Kelenföldi Szent Gellért-plébánia urnatemetője |     |
| urnasír sírkővel                        |                                 |                                                  |     |

### Egyszerű keresztek, fejfák
| Típus                                                 | Megjegyzés                          | Példa                                   | Kép |
| ----------------------------------------------------- | ----------------------------------- | --------------------------------------- | --- |
| egyszerű, kis méretű fakereszt                        | katolikus vallású személyek részére | azonosítatlan, Új köztemető             |     |
| egyszerű, sátortetős kis méretű fakereszt             | katolikus vallású személyek részére | azonosítatlan, Új köztemető             |     |
| szobordíszes, sátortetős kis méretű fakereszt         | katolikus vallású személyek részére | azonosítatlan, Új köztemető             |     |
| egyszerű, zsindelyes fakereszt                        | katolikus vallású személyek részére | Domokos Pál Péter, Farkasréti temető    |     |
| egyszerű, kis méretű vaskereszt vastáblával           | katolikus vallású személyek részére | Szabó József (gyermeksír), Új köztemető |     |
| kovácsoltvasdíszes, kis méretű vaskereszt vastáblával | katolikus vallású személyek részére | Vitál Gábor, Új köztemető               |     |
| protestáns fejfás gyermek síremlék                    |                                     | Varga Zsolt, Új köztemető               |     |
| protestáns fejfás felnőtt síremlék                    |                                     | Veres Sándor, Új köztemető              |     |
| kopjafa                                               | népi építészetet utánzó síremlék    | azonosítatlan, Új köztemető             |     |
| kopjafát utánzó kősíremlék                            |                                     | Pethő Sándor, Fiumei úti sírkert        |     |
| csónakos fejfa                                        |                                     |                                         |     |

### Kisebb kősíremlékek
| Típus                                                  | Megjegyzés                          | Példa                         | Kép |
| ------------------------------------------------------ | ----------------------------------- | ----------------------------- | --- |
| modern gyermek kősíremlék                              |                                     | [N] Ágnes, Új köztemető       |     |
| szobordíszes gyermek kősíremlék                        |                                     | [N] Árpád, Új köztemető       |     |
| normál szimpla modern kősíremlék                       |                                     | Nyemetz Anna, Új köztemető    |     |
| normál dupla modern kősíremlék                         |                                     | Váradi-család, Új köztemető   |     |
| normál szimpla modern, kereszttel kombinált kősíremlék | katolikus vallású személyek részére | Iványi Anikó, Új köztemető    |     |
| kisebb, mellszobros kősíremlék                         |                                     | Horti Pál, Fiumei úti sírkert |     |

## Nagyobb, építészeti kiképzésű síremlékek
| Típus                                                      | Megjegyzés                          | Példa                                                  | Kép |
| ---------------------------------------------------------- | ----------------------------------- | ------------------------------------------------------ | --- |
| nagy méretű kőkeresztes síremlék                           | katolikus vallású személyek részére | Horváth-család, Új köztemető                           |     |
| nagy méretű vaskeresztes síremlék                          | katolikus vallású személyek részére | Andrássy-család, Fiumei úti sírkert                    |     |
| nagy méretű, szecessziós stilizált kőkeresztes síremlék    |                                     | Vidor Pál, Fiumei úti sírkert                          |     |
| nagy méretű kőkeresztes-szobros síremlék                   | katolikus vallású személyek részére | azonosítatlan, Új köztemető                            |     |
| nagy méretű angyalszoborral díszített modern kősíremlék    |                                     | Hübner-család, Fiumei úti sírkert                      |     |
| nagy méretű Krisztus szoborral díszített modern kősíremlék |                                     | azonosítatlan, Új köztemető                            |     |
| nagy méretű, lovas szoborral díszített modern kősíremlék   |                                     | Henneberg Károly, Fiumei úti sírkert                   |     |
| obeliszkes síremlék                                        |                                     | Meixner-család, Új köztemető                           |     |
| domborműves táblaszerű kősíremlék                          |                                     | Maróti Géza, Új köztemető                              |     |
| emelt műszarkofágos kősíremlék                             |                                     | Csiky Gergely, Fiumei úti sírkert                      |     |
| sztélé-szerű kősíremlék                                    |                                     | Turnovszky, Fiumei úti sírkert                         |     |
| sztélé-szerű, mozaikdíszes kősíremlék                      |                                     | Gerster-család, Fiumei úti sírkert                     |     |
| sztélé-szerű keresztes kősíremlék                          | katolikus vallású személyek részére | Schlosser-család, Fiumei úti sírkert                   |     |
| nyitott kaput utánzó kősíremlék                            |                                     | Elek Henrik, Salgótarjáni utcai zsidó temető           |     |
| nyitott kaput utánzó kősíremlék sztélével                  |                                     | Wind-család, Fiumei úti sírkert                        |     |
| nyitott kaput utánzó kősíremlék domborművel                |                                     | Mechwart-család, Fiumei úti sírkert                    |     |
| nyitott kaput utánzó kősíremlék szoboralakkal              |                                     | Hoffmann-család, Fiumei úti sírkert (Árkádsoron belül) |     |

## Mauzóleumszerű síremlékek
| Típus                            | Megjegyzés                                 | Példa                                            | Kép |
| -------------------------------- | ------------------------------------------ | ------------------------------------------------ | --- |
| nyitott, mauzóleumszerű síremlék | nyitott építmény, nagyobb családok részére | Weiss Manfréd, Salgótarjáni utcai zsidó temető   |     |
| vasmauzóleum                     | fedett épület, nagyobb családok részére    | Lyka-mauzóleum, Fiumei úti sírkert               |     |
| oszlopos kőmauzóleum             | fedett épület, nagyobb családok részére    | Stern-mauzóleum, Salgótarjáni utcai zsidó temető |     |
| kupolás kőmauzóleum              | fedett épület, nagyobb családok részére    | Thalmayer-mauzóleum, Fiumei úti sírkert          |     |

## Árkádsoros síremlék
| Típus              | Megjegyzés                                           | Példa                           | Kép |
| ------------------ | ---------------------------------------------------- | ------------------------------- | --- |
| urnatartó árkádsor | nagy méretű épület belül számos urnahellyel          | Urnatartó árkádok, Új köztemető |     |
| kriptás árkádsor   | nagy méretű épület sírfelépítményes kriptás sírokkal | Árkádsor, Fiumei úti sírkert    |     |